# North Bay (Ontário)

North Bay é uma cidade do Canadá, província de Ontário, localizada às margens do Lago Nipissing. Sua área é de 314,92 quilómetros quadrados, e sua população é de 52 771 habitantes (do censo nacional de 2001).